# Nick Celis
Nick Celis (né le 24 novembre 1988) est un joueur belge de basket-ball. Il participe aux Jeux olympiques d'été de 2020.